# Vince Kapcsos
Vince Kapcsos est un footballeur hongrois né le 15 octobre 1981.

## Carrière
- 2003-04 : Újpest FC  Hongrie
- 2004-05 :
- 2005-06 : Rákospalotai EAC  Hongrie
- 2006-07 : Rákospalotai EAC  Hongrie
- 2007-08 : Rákospalotai EAC  Hongrie

## Sélections
- 1 sélection et 0 but avec la  Hongrie en 2005.